# Aconitum henryi
Aconitum henryi är en ranunkelväxtart som beskrevs av Ernst Georg Pritzel. Aconitum henryi ingår i släktet stormhattar, och familjen ranunkelväxter.

## Underarter
Arten delas in i följande underarter:
- A. h. compositum
- A. h. pilocarpum
- A. h. villosum

## Bildgalleri

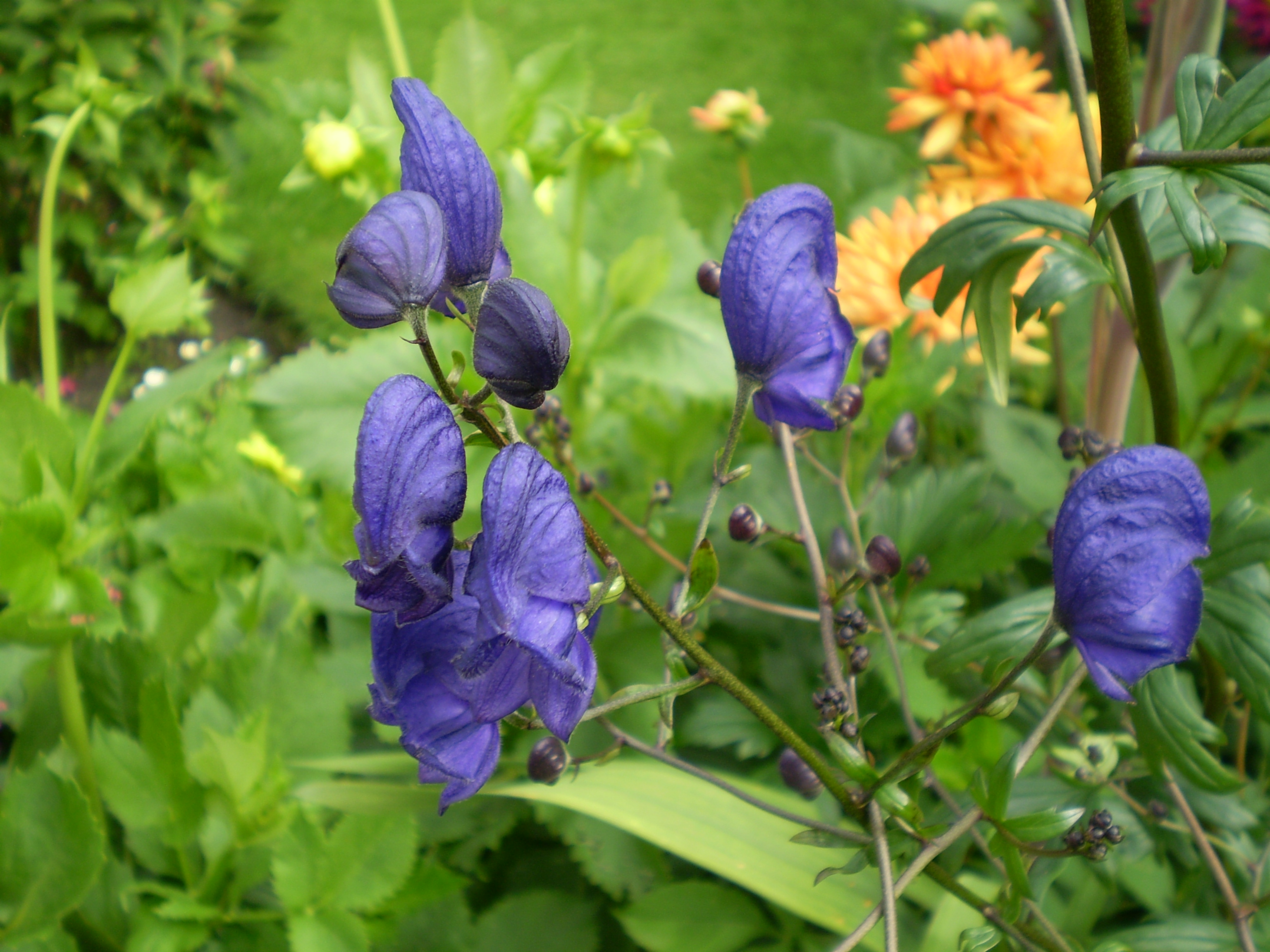
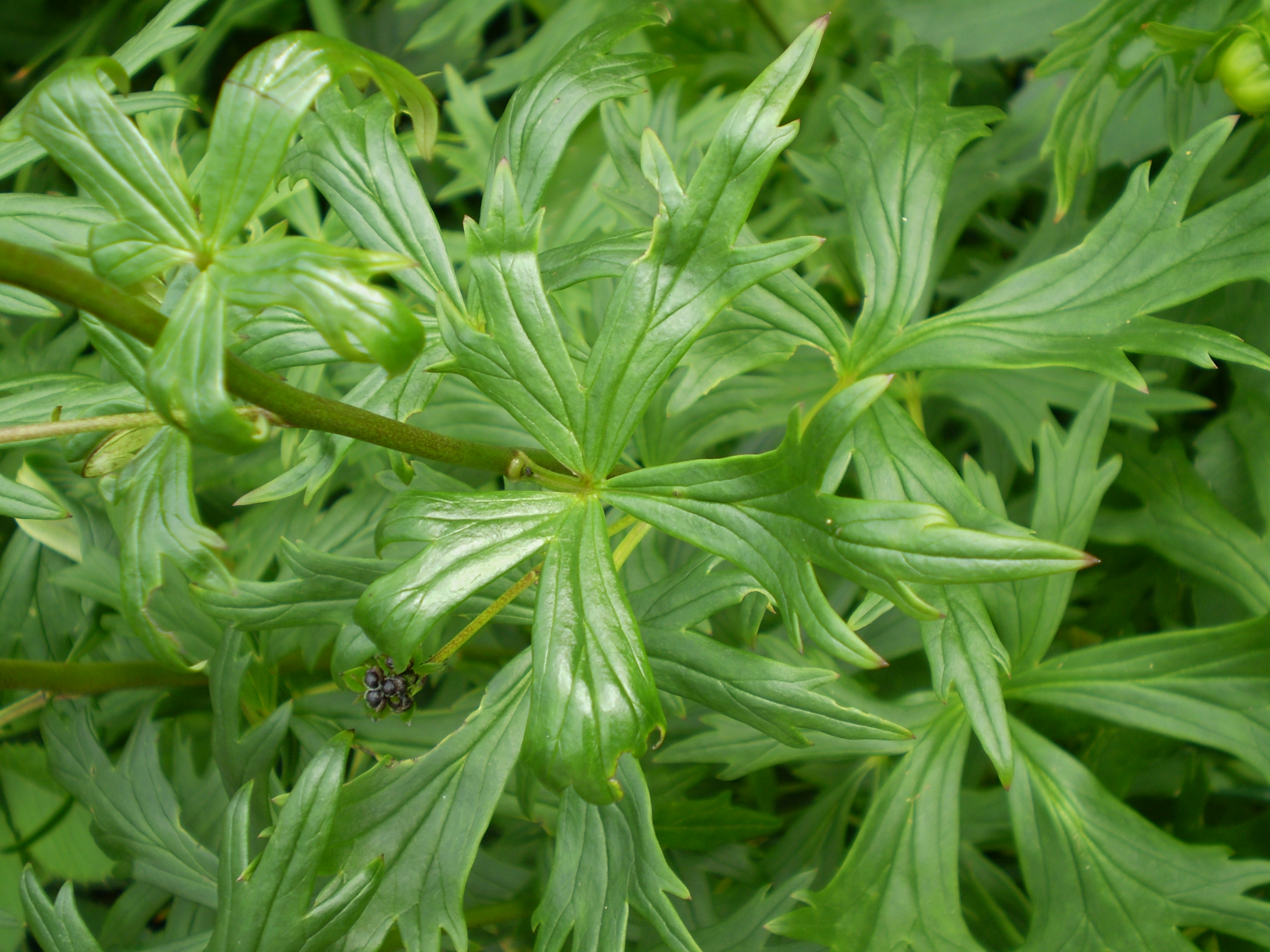
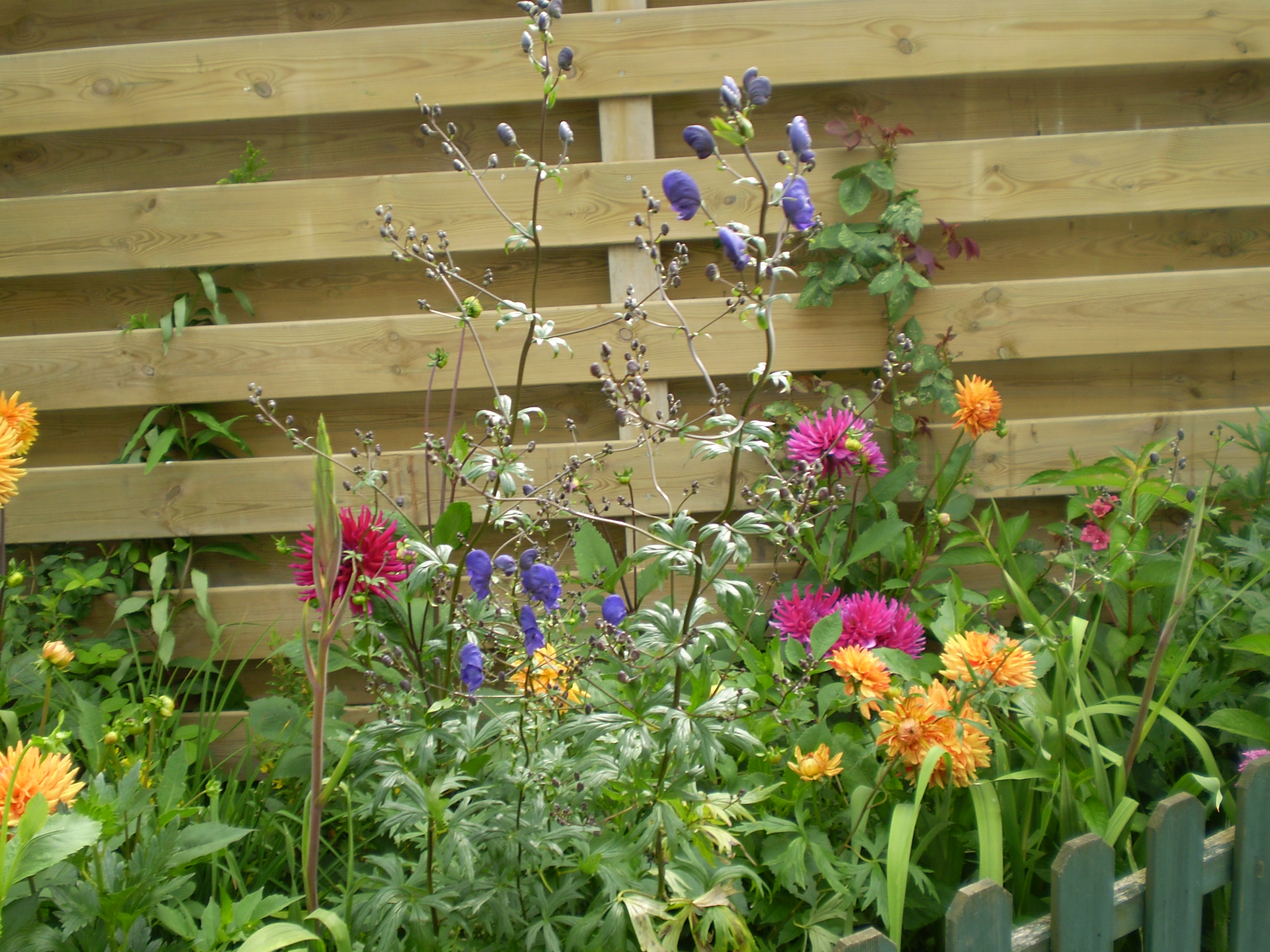